# Marcus Mariota
Pour les articles homonymes, voir Mariota.
(en) Statistiques sur pro-football-reference
Marcus Ardel Taulauniu Mariota, né le 30 octobre 1993 à Honolulu dans l'État d'Hawaï, est un joueur professionnel américain de football américain jouant au poste de quarterback dans la National Football League (NFL) depuis la saison 2015, et pour la franchise des Commanders de Washington depuis la saison 2024.
Sélectionné en deuxième choix global lors du premier tour de la draft 2015 par la franchise des Titans du Tennessee, il y joue cinq saisons (2015-2019) avant de rejoindre les Raiders de Las Vegas (2020-2021), les Falcons d'Atlanta (2022), les Eagles de Philadelphie (2023) et finalement les Commanders de Washington en 2024.
Auparavant, au niveau universitaire, il a joué pendant trois saisons (2012-2014) pour les Ducks de l'université de l'Oregon dans la NCAA Division I FBS et sa Big Ten Conference. Il devient le premier joueur d'Oregon ainsi que le premier natif d'Hawaï à remporter le trophée Heisman.

## Biographie

### Jeunesse
Mariota est d'origine samoane. Il est né à Honolulu dans l'État d'Hawaï de Toa Mariota et d'Alana Deppe-Mariota. Il a un frère plus jeune dénommé Matt. Il a grandi en admirant le quarterback Jeremiah Masoli, un compatriote samoan américain, lequel était un quarterback chez les Ducks de l'Oregon. Mariota est chrétien.
Mariota intègre le Saint Louis School à Honolulu et devient une vedette dans deux sports : le football américain et l'athlétisme. Au football américain, il était relativement inconnu du fait qu'il ne commence sa carrière que dans son année senior. Il permet à son école de finir la saison sur un bilan de 11 victoires pour une seule défaite, gagnant le titre de l'État. Il reçoit le titre de joueur offensif de l'année par le PrepStar Magazine All-West Region and Interscholastic League of Honolulu.
Mariota a lancé pour 2 597 yards en 165 passes (sur 225 tentatives de passe, soit 64,7 % de réussite), avec 32 touchdowns pour seulement 5 interceptions. Il a aussi gagné 455 yards lors de 60 courses (moyenne de 7,6 yards par course) et inscrit 7 touchdowns à la course. Mariota a été nommé au NUC All World Game aux côtés de Johnny Manziel, futur vainqueur du Trophée Heisman en 2012.
Mariota était également très bon en athlétisme, participant aux qualifications avec l'État en sprint et en saut. Au National Underclassman Combine 2010, il gagne les prix du Fastest Man (« plus rapide ») et du Combine King après avoir couru le sprint de 40 yards en 4,48 secondes. Lors des championnats HHSAA T&F 2011, il termine 4e dans 2 compétitions : le 200 mètres en 23,41 secondes et le saut en longueur avec un saut de 6,27 m. Il termine également 10e du 100 mètres (11,63 secondes). Il participe également au relais 4 x 100 mètres en remportant le titre en 42,83 secondes.

#### Récompenses et trophées au sein du lycée
- Champion 2010 de la Division 1 de l'État d'Hawaii (HHSAA)
- Joueur offensif 2010 de la Ligue Interscolaire d'Honolulu
- Prix 2010 du PrepStar Magazine All-West Region
- Prix Hawaii Gatorade du joueur de l'année 2010

#### Recrutement universitaire
Mariota participe au camp d'été de 2010 de l'université de l'Oregon. Il est découvert par le coordinateur offensif d'Oregon, Mark Helfrich. Après le camp, Helfrich se déplace à Hawaï pour voir comment évolue au cours de sa saison senior ce quarterback encore inconnu. Helfrich contacte alors Chip Kelly pendant cette visite et ils prennent tout de suite la décision d'offrir à Mariota une bourse, même si le joueur n'a jamais participé à un match universitaire.
Après sa saison senior, il est classé deuxième comme possible recrue dans l'État d'Hawaï et no 12 par Rivals.com au niveau national.
Plusieurs équipes sont intéressées : Oregon, Hawaï, Memphis, Utah, Oregon State, Washington, Arizona, Notre-Dame, UCLA et USC. Seules deux universités lui offrent une bourse (Memphis et Oregon) et il choisit finalement de s'inscrire auprès des Ducks de l'Oregon.
| Nom | Ville naissance                           | Ecole sup./Collège | Taille              | Poids          | 40Y.D.‡ | Date test       |
| --- | ----------------------------------------- | ------------------ | ------------------- | -------------- | ------- | --------------- |
| Marcus Mariota QB | Honolulu, HI                              | Saint Louis HS     | 1.93 m (6 ft, 4 in) | 96 kg (211 lb) | 4.5     | 30 octobre 2010 |
| Marcus Mariota QB | Scout : - Rivals : - 247Sports : - ESPN : |                    |                     |                |         |                 |
| Classement global au niveau national : Scout : 24 (QB) - Rivals : 24 (QB) - ESPN : 71 (QB) |                                           |                    |                     |                |         |                 |
| ‡ signifie course à pied de 40 yards Références : "Rivals.com 2011 Oregon Football Commitments". Rivals.com. Consulté le 14 décembre 2011. "Scout.com 2011 Oregon Football Commits". Scout.com. Consulté le 14 décembre 2011. "ESPN 2011 Oregon Football Commits". ESPN.com. Consulté le 14 décembre 2011. "Scout.com Team Recruiting Rankings". Scout.com. Consulté le 14 décembre 2011. "2011 Team Ranking". Rivals.com. Consulté le 14 décembre 2011. |                                           |                    |                     |                |         |                 |

### Carrière universitaire

#### Saison 2012

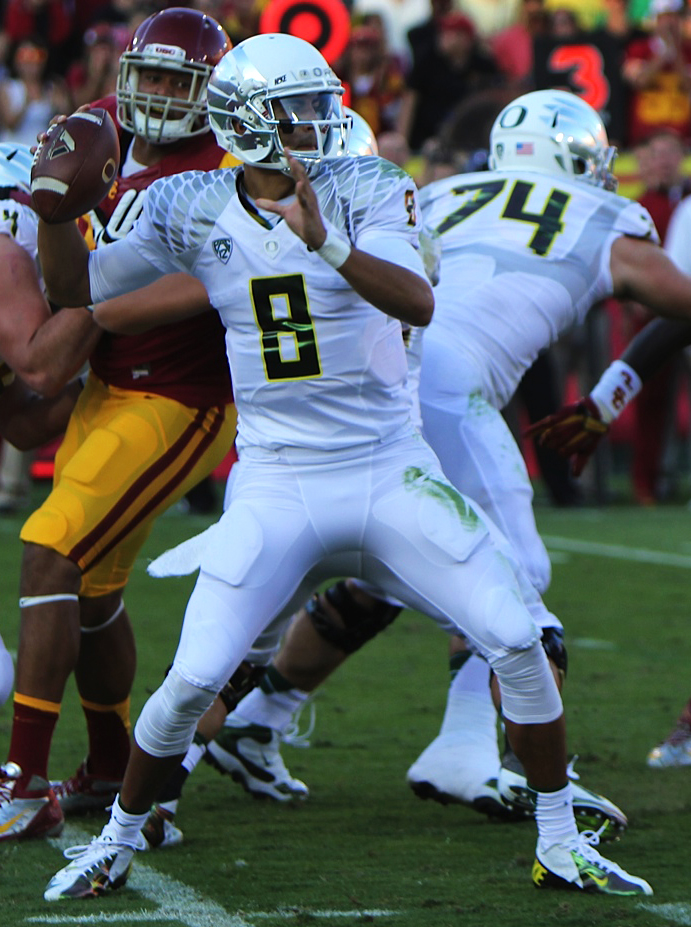
Contre USC en 2012.

N'ayant pas joué au cours de la saison 2011 (statut redshirt), Mariota est le 1er freshman à débuter comme titulaire chez les Ducks en 22 saisons. Il conduit son équipe à un bilan de 12 victoire pour 1 seule défaite. L'équipe est classée no 2. Sélectionné dans la première équipe de la conférence Pac-12, il est désigné meilleur joueur offensif de l'année en Pac-12 et MVP du Fiesta Bowl 2013 (victoire 35 à 17 contre no 5 Kansas State).
Titulaire lors des 13 matchs de la saison, Mariota lance pour 2 677 yards en 230 passes (sur 336 tentées) soit une moyenne de 68,5 % de réussite. Il réussit 32 touchdowns à la passe et ne subit que 6 interceptions. Il gagne également 752 yards en 106 courses (moyenne de 7,1 yards par course) et inscrit 5 touchdowns à la course.
Sa polyvalence athlétique éclate lors du match contre Arizona State lorsqu'il réceptionne une passe de touchdown, réussit un touchdown à la passe et inscrit un touchdown après une course de 86 yards, réalisant ces 3 actions lors des 12 dernières minutes de la 1re mi-temps.

#### Saison 2013
Mariota est de nouveau sélectionné dans l'équipe type de la Conférence Pacific-12 après avoir établi un record de conférence : 353 passes consécutives sans 1 seule interception.
Titulaire lors des 13 matchs de la saison, Mariota réussit 245 des 386 passes tentées et gagne 3 665 yards à la passe soit une moyenne de 63,5 % de réussite. Il réussit 31 touchdowns à la passe et ne subit que 4 interceptions. Il gagne également 715 yards à la course (moyenne de 7,4 yards par course) inscrivant 9 touchdowns à la course.
Marcus est légèrement blessé (petite déchirure) lors du match contre les Bruins de l'UCLA le 26 octobre mais continuera à jouer le reste de la saison. Après huit victoires consécutives en autant de match, le 4 novembre 2013, Mariota fait la une du magazine sportif Sports Illustrated et y est présenté comme le favori pour le trophée Heisman avant que l'équipe (classée alors no 2) ne perde le 7 novembre contre les no 6 de Stanford. Malgré un bilan de saison de 11-2 leur permettant de finir parmi les 10 meilleures équipes de NCAA, la saison sophomore de Mariota est considérée comme légèrement inférieure à celle de 2012 puisque, pour la 1re fois depuis 2008, l'équipe ne sera pas qualifiée pour jouer un des Bowls majeurs. Après la défaite du 23 novembre contre les Wildcats de l'Arizona (1re défaite depuis 2008 contre un adversaire non classé), l'équipe se rachète et bat le rival d'Oregon State 36 à 35 lors du match de rivalité dénommé Civil War Game. Mariota réussit une passe de touchdown vers son receveur Josh Huff alors qu'il ne reste que 29 secondes à jouer et donne ainsi la victoire à son équipe.
Mariota conduit ensuite son équipe à une 3e victoire consécutive lors d'un bowl d'après saison régulière (l'Alamo Bowl 2013 gagné 30 à 7 contre les Longhorns du Texas). Il est désigné MVP Offensif du match. Il y gagne 133 yards en 15 courses et totalise 386 yards à la passe.
Il termine la saison sur un bilan de 4 380 yards gagnés devenant le seul joueur de l'histoire d'Oregon à dépasser les 4 000 yards en une saison.

#### Saison 2014

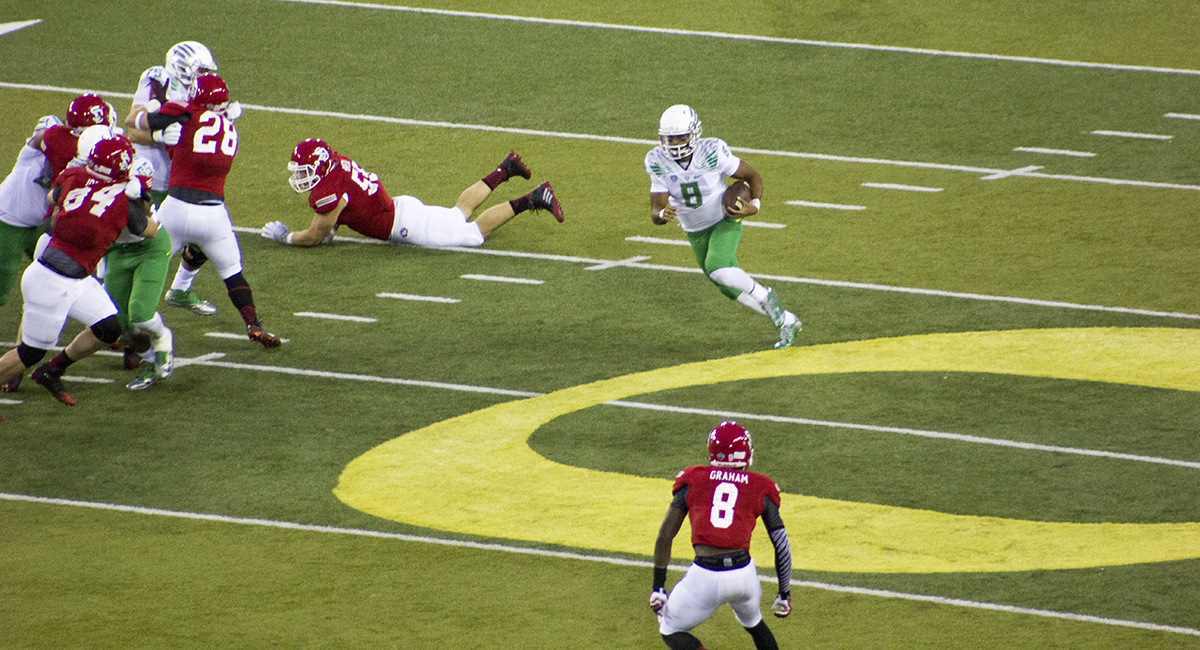
Marcus Mariota en 2014 contre South Dakota.

Avant de jouer l'Alamo Bowl 2013, Marcus annonce qu'il ne se présentera pas à la draft 2014 de la NFL et qu'il restera à Oregon pour la saison 2014. Considéré comme candidat au trophée Heisman 2014, il est également cité favori pour le Maxwell Award et le Davey O'Brien Award en début de saison. Il faut signaler qu'avant cette annonce, il était considéré comme une des meilleures recrues possibles de la draft.
Le 11 décembre 2014, à la remise des trophée du football universitaire se déroulant à Orlando en Floride, Marcus remporte le Davey O'Brien Award en tant que meilleur quarterback du pays, et les Prix Walter Camp Award et Maxwell Award décernés au meilleur joueur du pays. Le lendemain, Mariota est de retour à Eugene dans l'Oregon. Il y obtient son baccalauréat en sciences générales avec une spécialité en physiologie humaine auprès de l'Université de l'Oregon.
Le 13 décembre 2014, Marcus devient le premier joueur d'Oregon originaire d'Hawaï à remporter le trophée Heisman. Il y obtient 788 des 891 votes de 1re place (soit 88,4 %) et 90,9 % des points possibles.
Après une saison régulière au bilan de 12 victoires pour 1 défaite, Oregon joue le Rose Bowl 2015 contre les Seminoles de Florida State, soit la demi-finale du College Football Playoff. Mariota est déclaré meilleur joueur offensif du match après la victoire des Ducks 59 à 20. Il y gagne 338 yards et  inscrit 2 touchdowns à la passe en plus des 62 yards et 1 touchdown obtenus à la course. Avec cette victoire, Oregon se qualifie pour la finale nationale, le College Football Championship Game 2015. Ils y affrontent les Buckeyes d'Ohio State qui remportent le match 42 à 20.
Lors de ce match, Marcus était à deux doigts de battre le record du plus petit nombre d'interception mais à 27 secondes de la fin du match, sur sa dernière passe, il se fait intercepter par Eli Apple. Il s'agissait de son dernier match universitaire puisqu'il déclare quelques jours plus tard qu'il va se présenter à la draft 2015.

#### Récompenses et trophées au sein de la NCAA
2012
Pac-12 :
- Freshman offensif de l'année (décerné par les entraîneurs de la Pac-12)[32]
- Équipe type de la Conférence (décerné par les entraîneurs de la Pac-12[33], ESPN.com et Phil Steele[34])
- Mention Honorable de la Conference Pac-12[35]

Autres :
- Honorable Mention par SI.com[36]
- Finaliste du Manning Award
- Joueur le plus performant pour son équipe (Prix Skeie’s Award)
- MVP offensif du Fiesta Bowl 2013

2013
Pac-12 :
- Équipe type de la Conférence (décerné par les entraîneurs de la Pac-12[33], Phil Steele[37])
- Joueur offensif de la semaine le 7 octobre, le 14 octobre (décerné par les entraîneurs de la Pac-12)

Autres :
- Prix Walter Camp, meilleur joueur offensif de la semaine le 13 octobre
- Couverture du Sports Illustrated le 4 novembre et le 19 août
- Joueur le plus performant pour son équipe (Prix Skeie’s Award)
- Joueur le plus inspiré pour son équipe (Prix Wilford Gonyea Award)
- MVP offensif de l'Alamo Bowl 2013
- Trophée du meilleur Quarterback (CFPA Quarterback Trophy)[38]

2014
Pac-12 :
- Joueur offensif de la semaine de la Pac-12 le 8 septembre[39], le 27 octobre[40], le 3 novembre[41] (décerné par les entraîneurs de la Pac-12)
- Joueur offensif de l'année de la Pac-12 (décerné par les entraîneurs de la Pac-12)
- Équipe type de la Conférence (décerné par les entraîneurs de la Pac-12)
- MVP du match de conférence de la Pac-12

Autres :
- Prix Athlon Sports, meilleur joueur de la semaine au niveau national le 7 septembre[42]
- Prix Walter Camp, meilleur joueur offensif de la semaine le 7 septembre[43]
- Prix Davey O'Brien, meilleur Quarterback de la semaine le 9 septembre[44]
- Couverture du Sports Illustrated le 22 septembre et le 29 décembre
- Prix Senior Bowl, joueur offensif de la semaine au niveau national le 20 octobre[45]
- Joueur le plus performant pour son équipe (Prix Skeie’s Award)
- Joueur le plus inspiré pour son équipe (Prix Wilford Gonyea Award) †
- Prix Johnny Unitas Award, joueur ayant le meilleur bras
- Prix Polynesian College, meilleur joueur de l'année[46]
- Prix Davey O'Brien Award
- Prix Walter Camp Award
- Prix Walter Camp, membre de l'équipe type au niveau national
- Prix Maxwell Award
- Trophée Heisman[47]
- Prix Associated Press de joueur de l'année[48]
- MVP offensif du Rose Bowl 2015
- Prix Manning Award

† signifie Prix partagé

#### Records
- Conférence Pacific-12 
  - Plus grand nombre de Touchdowns sur la carrière : 135 touchdowns
  - Plus grand nombre de yards gagné en une saison : 5 224 yards en 2014
  - Plus grand nombre de Touchdowns sur une saison : 58 touchdowns en 2014
  - Meilleur Freshman au nombre de Touchdowns à la passe : 32 touchdowns en 2012
  - Plus grand nombre de passe tentée sans être intercepté : 353 de 2012 à 2013

- Oregon
  - Plus grand nombre de yards gagnés sur la carrière : 13,089 yards
  - Plus grand nombre de yards gagnés à la passe sur la carrière : 10 801 yards
  - Plus grand nombre de Touchdowns à la passe sur une carrière : 105 touchdowns
  - Plus grand nombre de yards gagnés à la passe sur la saison : 104,454 801 yards en 2014
  - Plus grand nombre de Touchdowns à la passe sur une saison : 42 en 2014
  - Plus grand nombre de Touchdowns à la passe sur un match : 6 touchdowns en 2012 en déplacement contre les Golden Bears de la Californie

Note - Les records de conférence sont également les records de l'équipe.

### Carrière professionnelle
| Taille              | Poids           | Bras          | Main          | Sprint   | Sprint   | Sprint   | Shuttle 20 yards | 3 cones drill | Détente        | Détente             | Développé couché | Test Wonderlic |
| Taille              | Poids           | Bras          | Main          | 40 yards | 10 yards | 20 yards | Shuttle 20 yards | 3 cones drill | verticale      | horizontale         | Développé couché | Test Wonderlic |
| 1,92 m (6 ft 3¾ in) | 101 kg (222 lb) | 81 cm (32 in) | 25 cm (9⅞ in) | 4,52 s   | 1,57 s   | 2,62 s   | 4,11 s           | 6,87 s        | 0,91 m (36 in) | 3,07 m (10 ft 1 in) | -                | 33             |

#### Titans du Tennessee
Marcus Mariota est sélectionné au deuxième rang de la draft 2015 de la NFL par la franchise des Titans du Tennessee,.
En mai 2015, Marcus Mariota est celui qui a vendu le plus de maillots NFL floqués à son nom devançant le choix no 1 de la draft, Jameis Winston des Buccaneers de Tampa Bay et le MVP du dernier Super Bowl XLIX, Tom Brady des Patriots de la Nouvelle-Angleterre, respectivement 2e et 3e des ventes. Il déclare : « It's surreal for me, it's such an honor. For me it's one of those deals, looking back on it in the future, it's a crazy, crazy deal for sure. » (« C'est surréaliste pour moi , c'est tellement un honneur. Pour moi c'est une de ces choses que l'on considérera comme complètement dingue dans le futur »)
Mariota et les Titans ont signé un contrat le 21 juillet 2015. Marcus était le dernier joueur choisi lors du premier tour de la draft à signer son contrat professionnel et comme l'année dernière, les Titans était la dernière équipe à signer son premier choix de draft.

##### 2015
Mariota commence sa carrière professionnelle le 14 août 2015 lors du premier match de pré saison contre les Falcons d'Atlanta. Il y réussit 7 passes sur 8 tentées pour un gain de 94 yards mais avec une interception et un fumble perdu retourné en TD.
Son premier match de saison régulière se déroule le 13 septembre 2015 (1re semaine) contre les Tampa Bay de Jameis Winston. Il lance pour 209 yards et 4 touchdowns pour une victoire sur le score de 42 à 14,. Il obtient une évaluation parfaite de 158,3, faisant de lui le premier quarterback de l'histoire de la NFL à atteindre un tel niveau lors de son premier match de saison régulière. Mariota devient également le premier quarterback à lancer 4 passes de touchdown lors de la première mi-temps de son premier match NFL. Il est également le plus jeune quarterback (21 ans et 318 jours) à atteindre cette évaluation, détrônant Robert Griffin III des Redskins de Washington.
En 2e semaine, contre les Browns de Cleveland de Johnny Manziel (gagnant du trophée Heisman 2012), il complète 21 passes sur 37 pour un gain de 257 yards et 2 touchdowns mais les Titans perdent 28 à 14.
En 3e semaine, il joue son premier match à domicile contre les Colts d'Indianapolis, complétant 27 passes sur 44 réussissant 2 touchdowns mais étant intercepté à 2 reprises (défaite 35 à 33). Il devient le plus jeune quarterback des Titans à lancer pour plus de 300 yards sur un match. Il détient également un record NFL avec 8 touchdowns à la passe lors de ses trois premiers matchs.
Le 8 novembre, Mariota gagne son second match. Lors du 4e quart-temps et la prolongation, il revient au score et parvient à battre les Saints de La Nouvelle-Orléans 34 à 28, lançant pour 371 yards et 4 touchdowns (sa meilleure performance jusqu'alors). Il devient également le premier quarterback débutant de l'histoire de la NFL à gagner 2 matchs avec 4 touchdowns, sans interception.
Lors de la 12e semaine, contre les Jaguars de Jacksonville, il réussit 20 passes sur 29 tentées, lançant pour 268 yards, 3 touchdowns et 1 interception. Il gagne aussi 112 yards à la course (dont 87 yards pour inscrire 1 TD). Les Titans gagnent le match 42 à 39.
En 14e semaine, lors du 3e quart-temps, il réceptionne une passe du running back Antonio Andrews pour inscrire un touchdown de 41 yards lors d'une formation wildcat. Il devient ainsi le tout premier quarterback de sa franchise à marquer un touchdown à la réception. Il devient également le premier joueur de la NFL, depuis Walter Payton en 1983, à lancer une passe pour un touchdown, marquer un touchdown à la course et réceptionner une passe de touchdown d'au moins 40 yards.
En 15e semaine, contre les Patriots de la Nouvelle-Angleterre, Mariota complète 3 passes sur 6 pour un gain de 32 yards avant de quitter le terrain lors du 2e quart-temps à la suite d'une blessure au genou. Le lendemain, les Titans annoncent que Mariota ratera le reste de la saison, une entorse ayant été diagnostiquée. Il est remplacé par Zach Mettenberger.
En 12 matchs, lors de sa saison rookie, Mariota a lancé pour 2 818 yards dont 19 passes de touchdowns. Il fut intercepté à 10 reprises. Il a également couru pour un gain de 252 yards tout en inscrivant 2 touchdowns à la course.

##### 2016
Mariota est désigné Joueur offensif de l'AFC pour le mois de novembre comptabilisant 1 124 yards à la passe pour 11 touchdowns et seulement 1 interception. Il se fracture le péroné droit en 16e semaine lors de la défaite (38 à 17) contre les Jaguars de Jacksonville. Il doit subi une intervention chirurgicale et ne joue plus du reste de la saison,,. Sans Mariota, les Titans terminent la saison avec un bilan de 9 victoires pour 7 défaites et ne participent pas aux playoffs pour la 8e saison consécutive.
Mariota termine la saison 2016 avec 3 426 yards à la passe, 26 touchdowns et 9 interceptions (ses meilleurs records en carrière professionnelle). Il gagne également 349 yards (nouveau record en carrière) et inscrit 2 touchdowns à la course. Il est classé 50e du classement des 100 meilleurs joueurs de la NFL par ses pairs et est désigné premier remplaçant pour le Pro Bowl .

##### 2017
Le 10 septembre 2017, à l'occasion du premier match de la saison des Titans contre les Raiders d'Oakland, Mariota inscrit les premiers points de la saison de son équipe en réussissant un touchdown à la course dans le premier quart temps. malgré la défaite 16 à 26, il termine le match avec 25 passes réussies sur 41 tentées pour un gain de 256 yards à la passe auxquels il faut ajouter 26 yards gagnés à l'occasion de trois courses, une d'elles transformée en touchdown.
En 4e semaine contre les Patriots, Mariota ne gagne que 96 yards à la passe et 39 à la course. Il inscrit deux touchdowns à la course avant de quitter le terrain à la suite d'une blessure aux ischio-jambiers (défaite 14 à 57). Il manque le match suivant contre les Dolphins mais revient en 6e semaine contre les Cols et gagne le match 36 à 22.
En 17e semaine, les titans sont opposés aux Jaguars de Jacksonville (champions de l'AFC Sud) et peuvent encore se qualifier pour les playoffs. Ils les avaient déjà battus en 2e semaine 37 à 16. Mariota conduit son équipe à la victoire (15 à 10) et les qualifie pour le tour de wild card à la suite de la défaite des Ravens chez les Bengals. Les Titans ne s'étaient plus qualifiés pour les playoffs depuis la saison 2008.

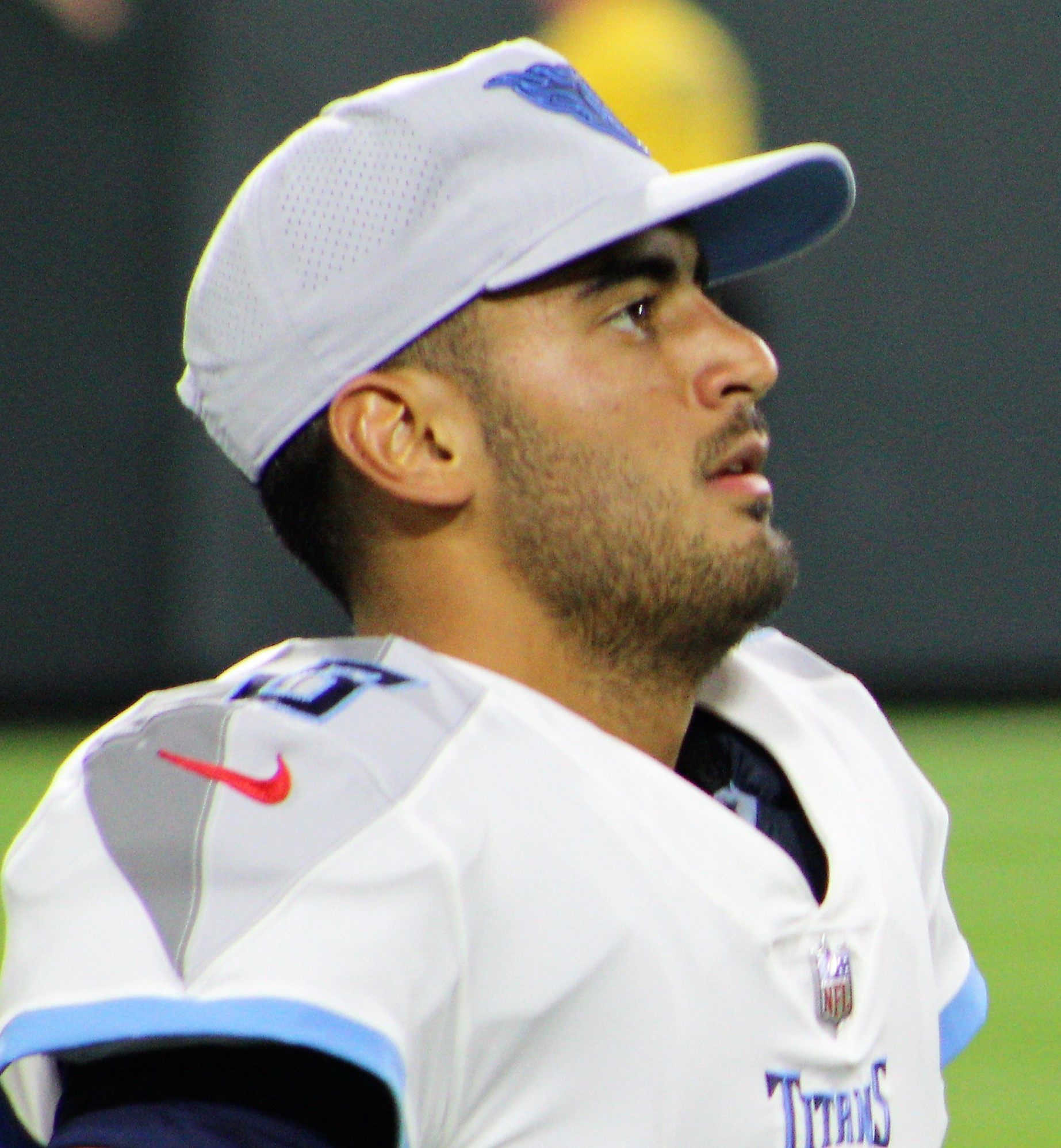
Marcus Mariota en 2018.

Mariota termine la saison régulière avec un bilan de 3 232 yards gagnés et 13 touchdowns à la passe, plus 312 yards et 5 autres touchdowns à la course, contre 15 interceptions.
Pour son premier match de playoff en carrière, Mariota et les Titans se déplacent à Kansas City pour y rencontrer les Chiefs, champions de l'AFC Ouest. Lors de ce match, Mariota devient le second joueur de l'histoire de la NFL à réceptionner sa propre passe qu'il transforme en touchdown, le ballon lui ayant été involontairement renvoyé par Darrelle Revis. Brad Johnson est l'autre joueur dans ce cas mais son touchdown avait été inscrit en saison régulière. Les Titans remportent le match 22 à 21 après avoir été menés 3 à 21 à la mi-temps. C'est leur première victoire en playoff depuis la saison 2004. Les titans perdent ensuite 14 à 35 le match de division joué contre les Patriots. mariota y totalise 254 yards et 2 touchdowns à la passe ainsi que 37 yards à la course mais il est sacké à huit reprises lors de ce match.

##### 2018

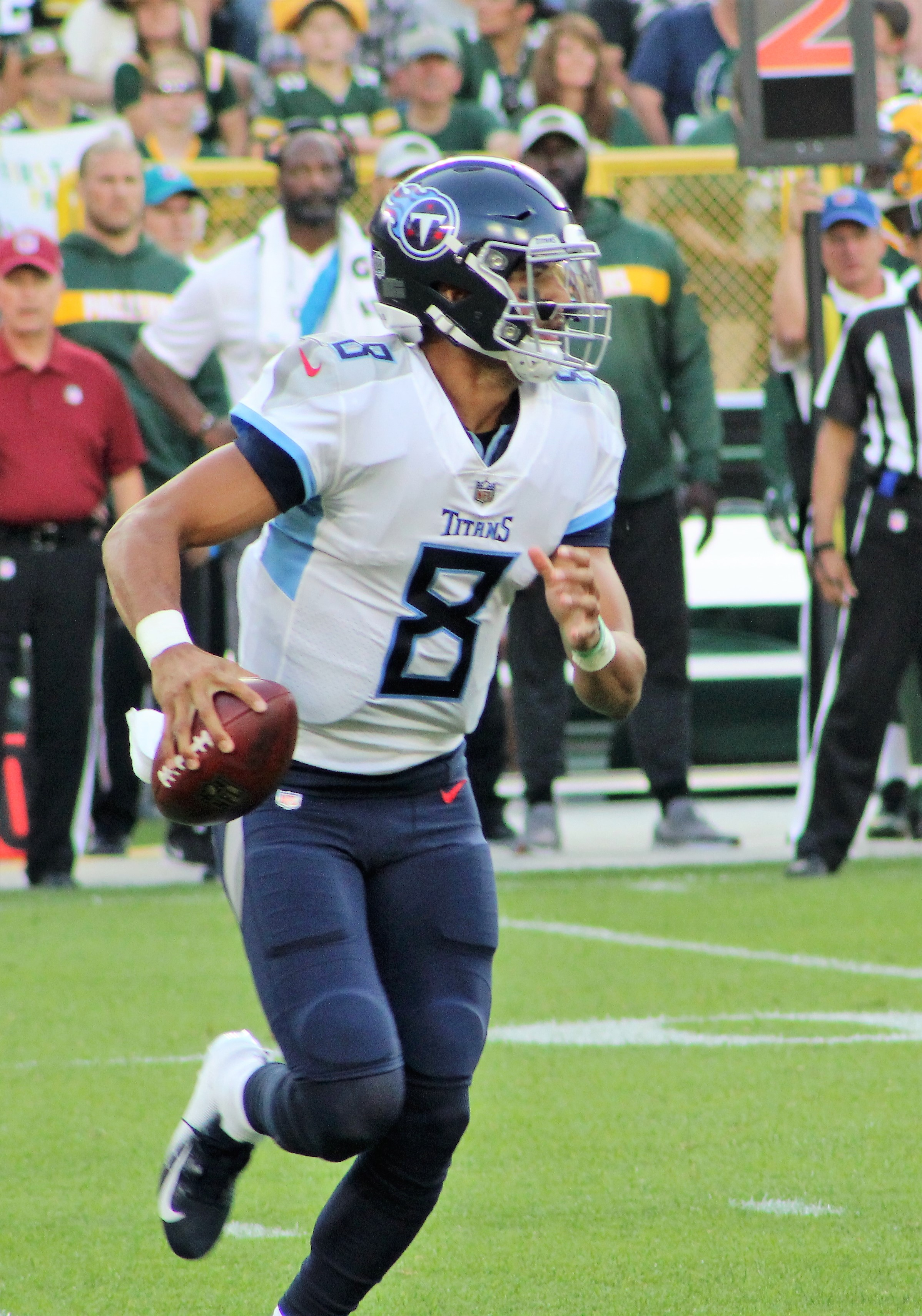
Marcus Mariota en 2018.

Le 18 avril 2018, les Titans prennent l'option de la cinquième année sur le contrat de Mariota.
Lors de l'ouverture de la saison contre les Dolphins de Miami, Mariota est limitée à 103 yards à la passe et 15 à la course avant de quitter le match, une défaite 27-20, avec une blessure au coude. Il manque la deuxième semaine contre les Texans de Houston en raison de sa blessure. Pendant la troisième semaine contre les Jaguars de Jacksonville, Mariota remplace Blaine Gabbert qui a subi une commotion cérébrale. Mariota réussit 12 de ses 18 passes pour cent yards alors que les Titans l'emportent sur le score de 9-6. Mariota revient dans l'alignement de départ lors de la quatrième semaine et complète 30 de ses 43 passes pour 344 yards, deux touchdowns et une interception, ainsi que 46 yards à la course et un touchdown supplémentaire. Lors de ce match, il ramène les Titans d'un déficit de quatorze points à une victoire 26-23 en prolongation sur les Eagles de Philadelphie, ce qui lui vaut le titre de joueur offensif de la semaine de l'AFC. Le 14 octobre, Mariota est sacké à onze reprises contre les Ravens de Baltimore, dans une défaite de 21-0. Le 5 novembre 2018, Mariota fait sa deuxième apparition au Monday Night Football (MNF) et gagne contre les Cowboys de Dallas par un score de 28-14, lançant pour 240 yards et deux touchdowns tout en courant pour trente-deux yards et un touchdown pour améliorer son score de 2-0 en tant que starter au MNF. La semaine suivante, Mariota aide les Titans à gagner contre les Patriots de la Nouvelle-Angleterre 34-10, la première fois que les Titans battent les Patriots depuis 2002. Il gagne 228 yards à la passe et marque deux touchdowns  De plus, il court pour 21 yards et atrape une passe de 21 yards également. Lors de la défaite 34-17 de la 12e semaine contre les Texans de Houston, Mariota réussit ses 19 premières passes et lance pour 303 yards et deux touchdowns. Il termine le match en effectuant 22 passes sur 23 pour un pourcentage d'achèvement de 95,7. Pendant la 16e semaine contre les Redskins de Washington, Mariota est limité à 110 yards de passe et sept de course avant de quitter la victoire finale 25-16 sur blessure. Sans Mariota, les Titans, menés par Gabbert, perdent contre les Colts d'Indianapolis lors du match de la 17e semaine, et ils terminent avec un bilan de 9-7 pour la troisième année consécutive et manquent les séries éliminatoires.
Mariota termine la saison 2018 avec onze touchdowns, huit interceptions et 2 528 yards de passe, le total le plus bas de sa carrière. Cependant, il effectue 357 yards par course et deux touchdowns, son meilleur score en carrière.

##### Saison 2019

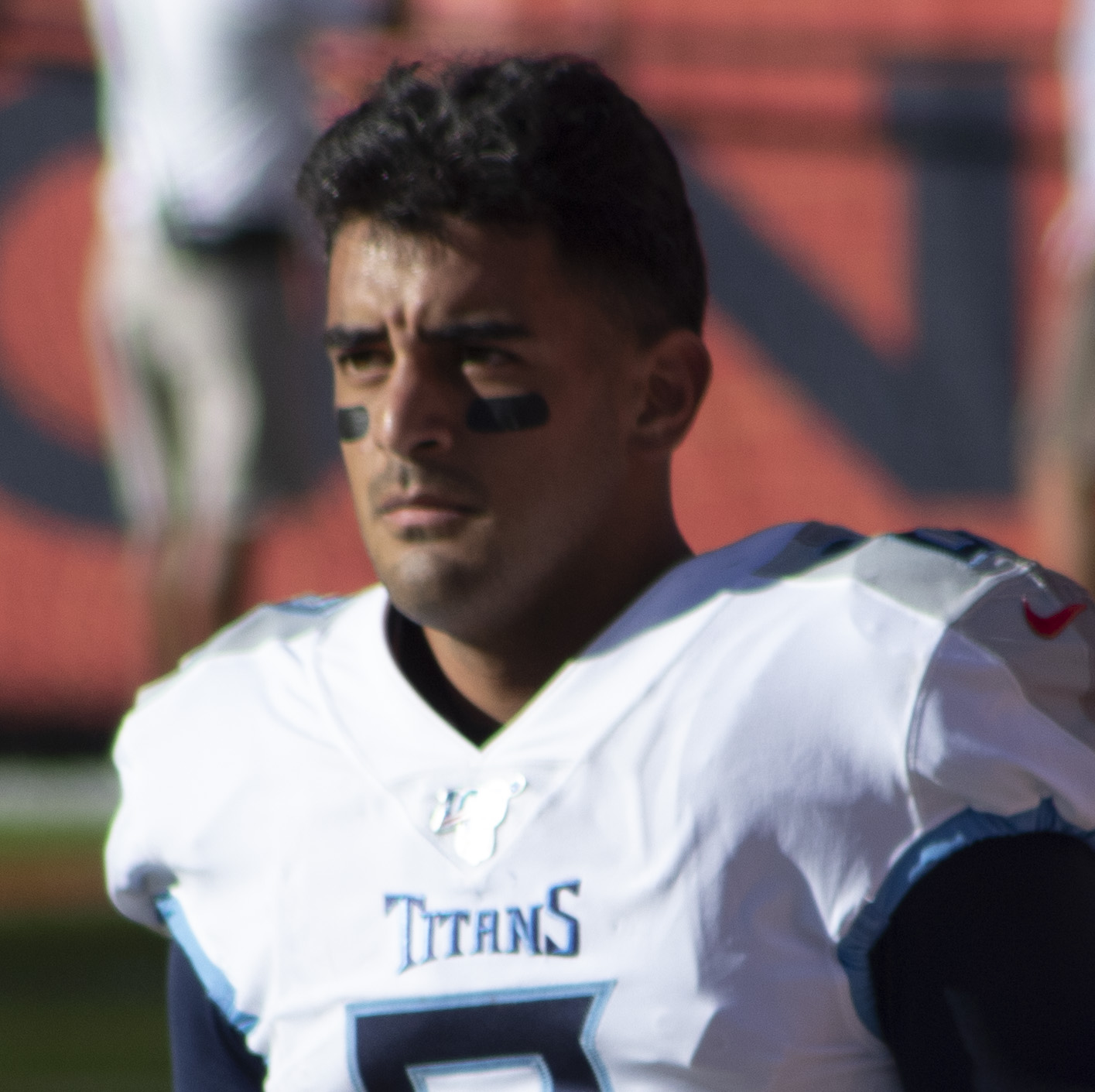
Mariota en 2019.

Lors du premier match de sa saison régulière contre les Browns de Cleveland (victoire 43 à 13), Mariota gagne 248 yards et inscrit trois touchdowns à la passe . En 4e semaine contre les falcons d'Atlanta (victoire en déplacement 24 à 10), il lance pour 227 yards et inscrit à nouveau trois touchdowns à la passe.
Le 13 octobre 2019, les Titans perdent en déplacement 16 à 0 contre les Broncos de Denver. Mariota est remplacé par Ryan Tannehill dans le troisième quart-temps alors que le score est de 13 à 0. Mariota n'avait gagné que 63 yards à la passe et avait été intercepté à deux reprises. Tannehill est désigné titulaire au poste de quarterback la semaine suivante pour le match contre les Chargers de Los Angeles, Mariota étant remplaçant.

#### Raiders de Las Vegas

##### 2020
Le 16 mars 2020, Mariota signe un contrat de deux ans avec les Raiders de Las Vegas pour un montant de 17,6 millions. Le 2 septembre, il se blesse et est placé dans ma liste des réservistes blessés. Il recommence les entraînements avec l'équipe le 30 septembre et est réactivé le 20 octobre.
Le quarterback titulaire Derek Carr s'étant blessé à l'aine, Mariota fait ses débuts pour les Raiders lors du premier quart temps du match de la 15e semaine joué contre les Chargers de Los Angeles (défaite 27-30 en prolongation). Il y réussit 17 des 28 passes tentées pour un gain cumulé de 236 yards, un touchdown pour une interception. Il gagne également 88 yards et inscrit un autre touchdown à la course,.

##### 2021
Il est à nouveau désigné remplaçant de Derek Carr la saison suivante. Après avoir joué une phase spécifique de jeu lors du premier match de la saison, Mariota se blesse au quadriceps de la cuisse. Il est placé le 18 septembre 2021 sur la liste des réservistes blessés et réactivé le 16 octobre. Pendant toute la saison, il est fréquemment utilisé comme un quarterback « gadget » et participe généralement aux matchs pour tenter des courses ou céder simplement le ballon.

#### Falcons d'Atlanta (2022)
Le 21 mars 2022, Mariota signe un contrat de deux ans pour un montant de 18,75 millions de $ avec les Falcons d'Atlanta.
Le 28 juillet 2022, Mariota est désigné titulaire au poste de quarterback, le rookie Desmond Ridder ayant été désigné remplaçant au terme de l'intersaison
Lors du premier match de la saison, il gagne 215 yards à la passe, ainsi que 72 yards et un touchdowns à la course malgré la défaite 26 à 27 contre les rivaux des Saints. En 6e semaine lors de la victoire 28 à 14 contre les 49ers, il réussit 13 des 14 passes tentées pour un gain de 129 yards et deux touchdowns à la passe ainsi que 50 yards et un autre touchdown à la course, ce qui lui vaut d'être désigne meilleur joueur offensif de la semaine en NFC. Deux semaines plus tard contre les Panthers (victoire 37 à 34), il réussit 20 des 28 passes tentées pour un gain cumulé de 253 yards et trois touchdowns malgré deux interceptions.
Le 8 décembre 2022, Mariota est mis sur le banc au profit de Rider pour le match de la 15e semaine contre les Saints. Six jours plus tard, il est placé sur la liste des joueurs réservistes blessés et le 28 février 2023, il est libéré par les Falcons.

#### Eagles de Philadelphie (2023)
Le 20 mars 2023, Mariota signe un contrat d'un an pour un montant de 5 millions de dollars avec les Eagles de Philadelphie où il compte aider au développement du titulaire au poste de quarterback, Jalen Hurts. Remplaçant, il ne participe qu'à trois rencontres inscrivant un touchdown à la passe en 18e semaine contre les Giants.

#### Commanders de Washington (2024-..)
Le 14 mars 2024, Mariota signe un contrat d'un an avec les Commanders de Washington. Il porte brièvement le maillot poprtant le no 0 et devient le premier quarterback de l'histoire de la NFL à porter ce numéro avant d'opter pour le no 18 après le camp d'entraînement.
Mariota s'étire le muscle pectoral à l'entraînement et est placé sur la liste des blessés le 7 septembre 2024. Il est réactivé le 5 octobre 2024. Le quarterback titulaire des Commanders, Jayden Daniels se blesse lors du match de la 7e semaine contre les Panthers ce qui permet à Mariota de jouer et de réussir 18 des 23 passes tentées pour un gain de 205 yards et deux touchdowns. Lors du dernier match de la saison régulière contre , Mariota remplac Jayden Daniels en deuxième mi-temps et permet à son équipe de battre en déplacement, les Cowboys sur le score de 23 à 19, à la suite d'une passe de cinq yards transformée à deux secondes de la fin en touchdown par Terry McLaurin.
Le 13 mars 2025, Mariota resigne avec les Commanders, pour une durée d'un an et un montant de 8 millions de dollars,.

## Statistiques

### Universitaires
| Année          | Équipe         | Statut         | MJ |         | Passes   | Passes | Passes | Passes | Passes | Passes | Passes  |       | Courses | Courses | Courses | Courses |
| Année          | Équipe         | Statut         | MJ | Tentées | Réussies | Pct.   | Yards  | TD     | Int.   | Éval.  | Tentées | Yards | Moy.    | TD      |         |         |
| 2012           | Oregon         | FR             | 13 | 336     | 230      | 68,5†  | 2 677  | 32     | 6      | 163,2† | 106     | 752‡  | 7,1     | 5       |         |         |
| 2013           | Oregon         | SO             | 13 | 386     | 245      | 63,5   | 3 665  | 31     | 4      | 167,7† | 96      | 715   | 7,4‡    | 9       |         |         |
| 2014           | Oregon         | JR             | 15 | 445     | 304      | 68,3   | 4 454  | 42†    | 4^     | 181,7^ | 135     | 770‡  | 5,7‡    | 15‡     |         |         |
| Totaux en NCAA | Totaux en NCAA | Totaux en NCAA | 38 | 1 167   | 779      | 66,8   | 10 796 | 105    | 14     | 171,8  | 337     | 2 237 | 6,6     | 29      |         |         |

^ signifie 1er de NCAA
† signifie 1er de Pac-12
‡ signifie 1er de Pac-12 (QB)

### Professionnelles
| Année              | Équipe                   | MJ |                | Passes         | Passes         | Passes         | Passes         | Passes         | Passes         | Passes         |                | Courses        | Courses        | Courses | Courses |     | Sacks  | Sacks |  | Fumbles | Fumbles |
| Année              | Équipe                   | MJ | Tentées        | Réussies       | Pct.           | Yards          | TD             | Int.           | Éval.          | Tentées        | Yards          | Moy.           | TD             | Nb.     | Yards   | Nb. | Perdus |       |  |         |         |
| 2015               | Titans du Tennessee      | 12 | 370            | 230            | 64,2           | 2 818          | 19             | 10             | 091,5          | 34             | 252            | 7,4            | 2              | 38      | 258     | 10  | 6      |       |  |         |         |
| 2016               | Titans du Tennessee      | 15 | 451            | 276            | 61,2           | 3 426          | 26             | 09             | 095,6          | 60             | 349            | 5,8            | 2              | 23      | 156     | 09  | 5      |       |  |         |         |
| 2017               | Titans du Tennessee      | 15 | 453            | 281            | 62,0           | 3 232          | 13             | 15             | 079,3          | 60             | 312            | 5,2            | 5              | 27      | 173     | 02  | 1      |       |  |         |         |
| 2018               | Titans du Tennessee      | 14 | 331            | 228            | 68,9           | 2 528          | 11             | 08             | 092,3          | 64             | 357            | 5,6            | 2              | 42      | 243     | 09  | 2      |       |  |         |         |
| 2019               | Titans du Tennessee      | 07 | 160            | 095            | 59,4           | 1 203          | 07             | 02             | 092,3          | 24             | 129            | 5,4            | 0              | 25      | 162     | 03  | 0      |       |  |         |         |
| 2020               | Raiders de Las Vegas     | 01 | 028            | 017            | 60,7           | 0 226          | 01             | 01             | 083,3          | 09             | 088            | 9,8            | 1              | 0       | 0       | 0   | 0      |       |  |         |         |
| 2021               | Raiders de Las Vegas     | 10 | 02             | 01             | 50,0           | 0 4            | 0              | 0              | 056,3          | 13             | 087            | 6,7            | 1              | 0       | 0       | 01  | 0      |       |  |         |         |
| 2022               | Falcons d'Atlanta        | 13 | 300            | 184            | 61,3           | 2 219          | 15             | 09             | 088,2          | 85             | 438            | 5,2            | 4              | 28      | 195     | 08  | 3      |       |  |         |         |
| 2023               | Eagles de Philadelphie   | 03 | 023            | 015            | 65,2           | 0 164          | 01             | 01             | 082,5          | 08             | 052            | 6,5            | 0              | 03      | 011     | 01  | 1      |       |  |         |         |
| 2024               | Commanders de Washington | 03 | 044            | 034            | 77,3           | 0 364          | 04             | 0              | 131,2          | 18             | 092            | 5,1            | 1              | 03      | 029     | 0   | 0      |       |  |         |         |
| 2025               | Commanders de Washington | ?  | Saison à venir | Saison à venir | Saison à venir | Saison à venir | Saison à venir | Saison à venir | Saison à venir | Saison à venir | Saison à venir | Saison à venir | Saison à venir | ?       | ?       | ?   | ?      |       |  |         |         |
| Totaux en carrière | Totaux en carrière       | 90 | 2 118          | 1 327          | 62,7           | 15 820         | 93             | 55             | 89,2           | 357            | 2 064          | 5,8            | 17             | 183     | 1 198   | 43  | 18     |       |  |         |         |

| Année                  | Équipe                   | MJ |         | Passes   | Passes | Passes | Passes | Passes | Passes | Passes  |       | Courses | Courses | Courses | Courses |     | Sacks  | Sacks |  | Fumbles | Fumbles |
| Année                  | Équipe                   | MJ | Tentées | Réussies | Pct.   | Yards  | TD     | Int.   | Éval.  | Tentées | Yards | Moy.    | TD      | Nb.     | Yards   | Nb. | Perdus |       |  |         |         |
| 2017                   | Titans du Tennessee      | 2  | 68      | 41       | 060,3  | 459    | 4      | 1      | 93,9   | 12      | 83    | 6,9     | 0       | 10      | 62      | 0   | 0      |       |  |         |         |
| 2019                   | Titans du Tennessee      | 3  | 01      | 01       | 100,0  | 04     | 0      | 0      | 83,3   | 01      | 05    | 5,0     | 0       | 0       | 0       | 0   | 0      |       |  |         |         |
| 2021                   | Raiders de Las Vegas     | 1  | 0       | 0        | -      | 0      | 0      | 0      | -      | 0       | 0     | -       | 0       | 0       | 0       | 0   | 0      |       |  |         |         |
| 2023                   | Eagles de Philadelphie   | 1  | 0       | 0        | -      | 0      | 0      | 0      | -      | 0       | 0     | -       | 0       | 0       | 0       | 0   | 0      |       |  |         |         |
| 2024                   | Commanders de Washington | 2  | 0       | 0        | -      | 0      | 0      | 0      | -      | 02      | 01    | -       | 0,5     | 0       | 0       | 0   | 0      |       |  |         |         |
| Totaux En carrière NFL | Totaux En carrière NFL   | 7  | 68      | 42       | 60,9   | 463    | 4      | 1      | 94,1   | 115     | 89    | 5,9     | 0       | 10      | 62      | 0   | 0      |       |  |         |         |